# إليشا ميلز هنتنغتون
إليشا ميلز هنتنغتون (بالإنجليزية: Elisha Mills Huntington) (و. 1806 – 1862 م) هو محام، وقاض، وسياسي من الولايات المتحدة الأمريكية .
وهو عضو في حزب اليمين .